# Saint-Julien-en-Beauchêne
Saint-Julien-en-Beauchêne – miejscowość i gmina we Francji, w regionie Prowansja-Alpy-Lazurowe Wybrzeże, w departamencie Alpy Wysokie.

## Demografia
Według danych na rok 1990 gminę zamieszkiwało 120 osób, a gęstość zaludnienia wynosiła 2,02 osób/km². W styczniu 2015 r. Saint-Julien-en-Beauchêne zamieszkiwało 128 osób, przy gęstości zaludnienia wynoszącej 2,15 osób/km².